# فوهة بركانية

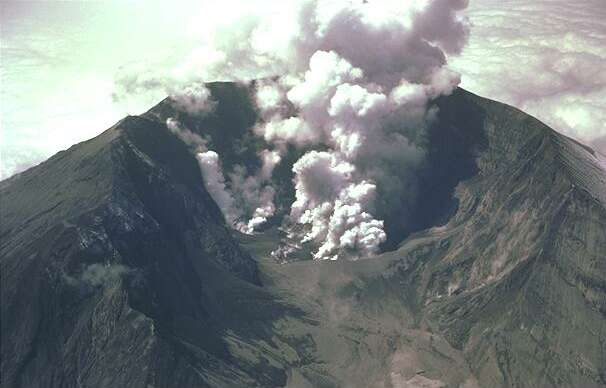
جبل سينت هلنز في عام 1980

الفوهة البركانية هي الفتحة العليا في البركان التي تخرج منها الغازات والحمم البركانية. تأخذ الفوهة عادة شكل قاعدة دائرية وبأبعاد وعمق كبيرين نسبياً.
خلال الانفجارات البركانية، ترتفع الصهارة المنصهرة والغازات البركانية من غرفة الصهارة تحت الأرض، من خلال قناة على شكل أنبوب، حتى تصل إلى فتحة الحفرة، حيث تنطلق الغازات إلى الغلاف الجوي وتندلع الصهارة على شكل حمم. يمكن أن تكون الحفرة البركانية ذات أبعاد كبيرة، وأحيانًا ذات عمق كبير. خلال أنواع معينة من الانفجارات المتفجرة، قد تنفجر غرفة الصهارة في البركان بشكل كافٍ لتهدأ منطقة فوقه ، لتشكل نوعًا من الاكتئاب الأكبر المعروف باسم كالديرا.